# Élections législatives italiennes de 1890
Les élections législatives italiennes de 1890 (en italien : Elezioni politiche italiane del 1890) ont eu lieu du 23 novembre 1890 au 30 novembre 1890.

## Partis et chefs de file
| Parti | Parti                     | Idéologie                   | Chef de file      |
| ----- | ------------------------- | --------------------------- | ----------------- |
|       | Gauche historique         | Libéralisme, Centrisme      | Francesco Crispi  |
|       | Droite historique         | Conservatisme, Monarchisme  | Antonio di Rudinì |
|       | Extrême gauche historique | Radicalisme, Républicanisme | Felice Cavallotti |

## Résultats
| Parti                               | Parti                               | Voix      | %     | Sièges | +/-        |
| ----------------------------------- | ----------------------------------- | --------- | ----- | ------ | ---------- |
|                                     | Gauche historique                   | 1 165 489 | 78,9  | 401    | 109        |
|                                     | Droite historique                   | 138 854   | 9,4   | 48     | 97         |
|                                     | Extrême gauche historique           | 122 605   | 8,3   | 42     | 3          |
|                                     | Autres                              | 50 224    | 3,4   | 17     |            |
| Votes invalides/blancs              | Votes invalides/blancs              | 24 376    |       |        |            |
| Total                               | Total                               | 1 477 173 | 100,0 | 508    | stagnation |
| Électeurs enregistrés/participation | Électeurs enregistrés/participation | 2 752 658 | 53,66 |        |            |